# 达里诺
达里诺（英語：Daryono，1994年3月5日—2020年11月9日）是印度尼西亚一名男子职业足球运动员，负责的位置是守门员。

## 荣誉奖项

### 俱乐部荣誉

#### 佩斯查雅加达
- 印度尼西亚职业足球甲级联赛：2018年赛季冠军[4]

- 印度尼西亚总统杯（英语：Indonesia President's Cup）：2018年冠军[5]